# Domogyedovói járás
A Domogyedovói járás (oroszul Домоде́довский райо́н [Dámágyédovszkij rajón]) az oroszországi Moszkvai terület egyik közigazgatási területi egysége volt 1969–2011 között. Székhelye Domogyedovo volt.

## Története
1969. április 29-én hozták létre a Podolszki járás egy részéből, megszüntetésére 2011. április 1-jével került sor, amikor teljes területét Domogyedovo városhoz csatolták vagy osztották be. A város és a járás azonban már 2005-től egységes, egyszintű önkormányzattal rendelkezett Domogyedovo városi körzet (Городской округ Домодедово) néven.

## Népesség
- 1989-ben 123 832 lakosa volt (ebből az akkor különálló, területi irányítás alatt álló Domogyedovó népessége 55 294 fő volt)
- 2002-ben 124 572 lakosa volt
- 2010-ben 135 405 lakosa volt